# تازغران
تازغران هي إحدى قرى الوطن القبلي بالشمال الشرقي التونسي وتتبع إداريا معتمدية الهوارية .